# سایوز تی۱۰آ
سایوز-تی۱۰آ (به روسی: Союз )(به معنای اتحاد) یک مأموریت سرنشین دار سازمان فضایی شوروی به سمت ایستگاه فضایی سالیوت۷ و یکی از ماموریت‌های بازدید از خدمه سایوز تی۷ بود که قبل از پرتاب و قبل از به پایان رسیدن شمارش معکوس برای اشتعال، دچار آتش‌سوزی شده و مأموریت با شکست مواجه شد. فضانوردان این مأموریت ۶ ثانیه قبل از وقوع حادثه به وسیله سیستم فرار اضطراری فضاپیمای سایوز موفق به نجات جان خود شدند.

نحوه عملکرد سیستم فرار
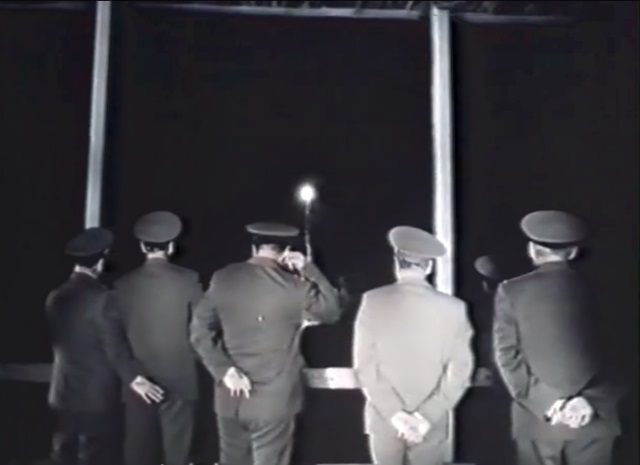
مقامات شوروی شکست ماموریت را مشاهده می‌کنند